# Maple Grove (Québec)
Maple Grove est un secteur de la ville de Beauharnois, au Québec. Il s'agit d'une ancienne municipalité fusionnée à cette dernière et à la ville de Melocheville, le 1er janvier 2002. Il est constitué principalement de secteurs boisés et résidentiels.  

## Toponymie
L'appellation retenue pour le secteur est attestée vers 1840 et résulte de la présence d'une érablière de 225 érables dans le secteur. 
Le choix du nom en anglais, composé de Maple (« érable ») et Grove (« bocage » ou « bosquet ») s'inscrit dans une tendance répandue à l'époque de donner un nom anglais à un lieu pour y attirer le tourisme américain, et ce, malgré une présence significative de francophones.  
En 1988, le conseil de ville adopte comme gentilé, l'expression Acervillois et Acervilloise, qui tire ses origines d'acer (« érable ») en latin auquel il a été ajouté le suffixe ville. 

## Histoire
Implanté dans un lieu où se pratique la villégiature, notamment le canotage, la course en canot et la baignade, le secteur est déjà habité en 1761, selon les indices historiques cartographiques de la région. Le secteur est intégré au territoire de la paroisse de Saint-Clément-de-Beauharnois en 1845 avant d'y être détaché et de former en 1918, la Ville de Maple Grove. 

## Géographie
Maple Grove est situé à l'est de la ville de Beauharnois, limitrophe de la ville de Léry. Le secteur est riverain du fleuve Saint-Laurent et du lac Saint-Louis, qui sont situés tout juste au nord.  La route 132 traverse d'est en ouest le territoire sous l'appellation de boulevard de Maple Grove.
Le secteur est situé dans la municipalité régionale de comté de Beauharnois-Salaberry, en Montérégie, à mi-chemin entre Châteauguay et Salaberry-de-Valleyfield. Il est situé à environ 40 kilomètres du centre-ville de Montréal.